# Zakład (szkolnictwo wyższe)
Zakład – jednostka organizacyjna uczelni lub instytutu naukowego, o wąskiej dyscyplinie badań, mniejsza niż instytut, np. Zakład Historii Polski Nowożytnej Instytutu Historycznego.